# Audiweb
Audiweb è stata una società che si è occupata della raccolta e della pubblicazione dei dati di audience di internet in Italia, compresi i contenuti editoriali on line.

## Storia
Nasce nel 2003 come sistema di rilevazione dei contatti Internet per permettere ad aziende, agenzie di pubblicità e centri media di pianificare gli investimenti pubblicitari. Dal 2014 esiste anche la ricerca "Audiweb Mobile", che permette la rilevazione della fruizione di internet da smartphone e tablet.
È stato un organismo super partes partecipato dalle associazioni di categoria che rappresentano gli operatori di mercato: 
- Federazione Operatori Web (Fedoweb), l'associazione italiana degli editori e delle agenzie pubblicitarie dei siti web (50%);
- Utenti Pubblicità Associati (25%);
- Assap Servizi s.r.l., l'azienda servizi di UNA (25%), associazione delle agenzie e dei centri media italiani[5].

Il 27 febbraio 2023 Audiweb e Audipress hanno proceduto alla fusione per unione ed hanno costituito un nuovo soggetto:  Audicom.

## Associati
Erano associati 238 editori e 26 concessionarie di pubblicità.

## Metodologia d'indagine
Il sistema di rilevazione di Audiweb consente di misurare in modo obiettivo la fruizione di internet sia da computer che da device mobili, attraverso una serie di fonti:
- Panel meterizzato
- Ricerca di Base (in collaborazione con Doxa)
- Sistema di rilevazione censuaria
- Catalogo

Si arriva così all'"Audiweb Database", che fornisce i dati elementari di navigazione e i profili socio-demografici degli utenti che hanno navigato on line, con un dettaglio che arriva fino alla fascia oraria giornaliera di 3 ore. Il report viene distribuito a cadenza mensile.
Nel 2018 sono state introdotte due modifiche. La prima riguarda le fonti di dati già esistenti (che compongono il profilo demografico dell'utente): sono state aggiunte informazioni relative al livello d'istruzione, la condizione professionale, il tipo di occupazione, il numero dei componenti in famiglia, il reddito familiare, l’area geografica, la regione di provenienza e il/la responsabile acquisti. La seconda riguarda la presentazione dei dati: smartphone e tablet hanno ciascuno una classifica basata sui consumi propri del mezzo.